# Mercury-Atlas 10
Mercury-Atlas 10 (MA-10) s kabinou pojmenovanou Freedom-7 II měla být poslední pilotovaná kosmická loď USA v rámci programu Mercury. Měla odstartovat v říjnu 1963 s Alanem Shepardem na palubě. Mise byla nakonec zrušena.

## Posádka
- Alan Shepard (1)

V závorkách je uvedený celkový počet letů do vesmíru včetně této mise.

### Záložní posádka
- Gordon Cooper (1)

## Parametry mise
- Hmotnost: 1489 kg (plánováno)
- Perigeum: ~160 km (plánováno)
- Apogeum: ~265 km (plánováno)
- Orbitální inklinace: 32,5 ° (plánováno)
- Doba oběhu: ~88.5 minut (plánováno)
- Nosná raketa: Atlas (plánováno)

## Historie mise
Počátkem roku 1963 se ve vedení NASA předpokládalo, že po letu Gordona Coopera při misi Mercury-Atlas 9 v květnu 1963, vznikne v pilotované americké kosmonautice více než roční nebo dvouletá prodleva, než budou zahájeny lety v rámci programu Gemini. Jako opatření k vyplnění této časové mezery byl v rámci programu Mercury navržen ještě jeden let, nazvaný Mercury-Atlas 10 (MA-10).
Mise MA-10 byla nejdříve naplánována jako první jednodenní let programu, ale tento úkol byl přidělen letu Mercury-Atlas 9. Proto se doba letu MA-10 přeplánovala na dva a později dokonce na tři dny. Jako pilot byl určen Alan Shepard a kabina byla pojmenována Freedom 7-II. Předpokládaný start měl proběhnout v říjnu 1963.
Avšak nejvyšší vedení NASA nebylo přesvědčeno, že by další mise Mercury byla nutná. Když se blížil den startu letu Mercury-Atlas 9, tiskový mluvčí NASA oznámil 11. května 1963, že jestliže bude MA-9 úspěšná, bude to poslední mise programu. Za uskutečnění MA-10 se přimlouval i prezident Kennedy, rozhodnutí však nechal na vedení NASA. Ředitel NASA James Webb oznámil 12. června 1963 Výboru pro vesmír amerického Senátu, že program Mercury splnil všechny cíle. Řekl, že priorita by nyní měla být věnována programu Gemini. To znamenalo konec potenciální mise Mercury-Atlas 10.
NASA 13. června 1963 zrušila smlouvu pro program Mercury s firmou McDonnell Aircraft Corporation. Kosmická loď Mercury-Atlas 10 (Freedom 7-II) byla uložena do skladu na misu Canaveral a nikdy neletěla. Shepard byl později jmenován velitelem mise Gemini 3, kvůli problémům s onemocněním vnitřního ucha se mise nezúčastnil, letěl do vesmíru až při misi Apollo 14 v roce 1971.

## Možné důvody zrušení mise
Jedním z možných důvodů, které mohly mít vliv na rozhodnutí Jamese Webba o ukončení programu Mercury byly výsledky testů provedených v roce 1963. Kosmické lodi Mercury požívaly polyolefiny jako izolace vodičů elektroinstalace. Stejný typ elektrických rozvodů byl navrhován i pro použití v kosmických lodích Gemini. Testy ukázaly, že tento druh izolace podporuje nebezpečné spalování kyslíku v atmosféře. Z tohoto důvodu bylo od používání hořlavých izolantů v přetlakových částech lodí Gemini upuštěno. Izolace kabelů začaly být vyráběny na bázi nehořlavého teflonu.
Kosmická loď Merkur-Atlas 10 byla vystavena ve výzkumném středisku NASA Ames v Kalifornii. V roce 2003 byla přesunuta do Národního leteckého a kosmického muzea Udvar-Hazy Center ve Virginii.